# ゴーストリー・インターナショナル
ゴーストリー・インターナショナル（Ghostly International）は、アメリカ合衆国ミシガン州アナーバーのインディペンデント・レコードレーベル。IDM、エレクトロニカ、インディーロックを中心としたリリースをしている。
レコードレーベルであるが音楽だけではなくTシャツやアート系の小物の制作にも力を入れており、公式ホームページのStoreからそれらを買う事が出来る。なお、幽霊をモチーフにしたレーベルのロゴは、レーベルオーナーであるSam Valenti IVのDJの時の名前である「DJ SpaceGhost」に由来する。

## 主なアーティスト
かつて契約していたアーティストを含む
- Tycho - ティコ
- Gold Panda - ゴールド・パンダ
- Matthew Dear - マシュー・ディアー
- School Of Seven Bells - スクール・オブ・セブン・ベルズ
- Com Truise - コム・トゥルーズ
- Lusine - ルシーン
- Dabrye - ダブリー
- Mux Mool - マックス・モール
- Shigeto
- Ginger Root - ジンジャー・ルート

- C418